# Menandre (sàtrapa)
Menandre (en llatí Menander, en grec antic Μένανδρος) fou un oficial macedoni al servei d'Alexandre el Gran, un dels anomenats ἑταῖροι (Companys), que dirigien la cavalleria d'elit de l'exèrcit macedoni, però ell va dirigir una companyia de mercenaris.
Alexandre mentre era a Tir el va nomenar sàtrapa de Lídia, govern que va tenir fins al 323 aC quan va rebre l'encàrrec de conduir reforços a Babilònia, on va arribar just abans que Alexandre es posés malalt, segons diu Flavi Arrià. A la divisió de províncies que va seguir la mort d'Alexandre, va rebre altre cop (o li potser se li va confirmar) la satrapia de Lídia, de la que es va afanyar a prendre'n possessió, segons Dexip. Aviat es va aliar amb Antígon el Borni al que va donar la primera informació sobre els plans de Perdicas d'Orèstia per casar-se amb la princesa Cleòpatra.
A la divisió de Triparadisos va perdre el govern de Lídia, donat a Clit, però segurament com a resultat d'un pacte per poder servir millor a Antígon, l'exèrcit del qual, en contra Èumenes de Càrdia, va dirigir (320 aC). El 319 aC en saber que Èumenes havia anat a Nora es va dirigir a aquesta ciutat de Capadòcia per atacar-lo i el va obligar a refugiar-se a Cilícia.
Posteriorment no torna a ser esmentat el que deixa suposar que va morir.